# 別列奇卡河
別列奇卡河（烏克蘭語：Беречка），是烏克蘭的河流，位於該國東部，流經哈爾科夫州，屬於北頓涅茨河的支流，發源自沃爾文科韋以北，河道全長12公里，流域面積166平方公里。